# Alfio Speranza
Alfio Paolo Giuseppe Speranza (Ferla, 20 marzo 1946) è un politico italiano.

## Biografia
Ufficiale superiore dei Carabinieri in congedo, ha ricoperto vari incarichi tra i quali quello di Comandante della Compagnia CC Aeronautica Sigonella, Comandante del Nucleo operativo Compagnia dei Carabinieri di piazza Dante (Catania), di Comandante della Polizia Municipale di Catania, di Comandante della Polizia Provinciale di Catania, Direttore Tecnico e Security dell'Aeroporto Fontanarossa e di responsabile della sezione Polizia Giudiziaria della Procura della Repubblica di Messina. Ha inoltre ricoperto l'incarico di esperto in materia di sicurezza, quale componente dell'Ufficio del Segretario nazionale Codacons.
Impegnato in politica con il Partito Repubblicano Italiano, è candidato alle elezioni politiche del 1992: inizialmente non risulta eletto, poi diventa Deputato della Repubblica Italiana nel settembre 1993, dopo le dimissioni di Enzo Bianco (da poco diventato sindaco di Catania). Alle successive elezioni politiche del 1994 si candida al Senato con il Patto per l'Italia nel collegio uninominale di Catania Centro, ottiene l'11,7% e non risulta eletto.
Dal 15 maggio 2007 al 5 novembre 2010, è stato sindaco di Ferla.
Sposato, ha tre figli: Giulio, Paolo e Carlo. È fratello di Vincenzo Speranza, dirigente generale di PS.